# Echemus
Echemus es un género de arañas araneomorfas de la familia Gnaphosidae. Se encuentra en Eurasia, África, Australia y América. 

## Lista de especies
Según The World Spider Catalog 12.0:
- Echemus angustifrons (Westring, 1861)
- Echemus chaetognathus (Thorell, 1887)
- Echemus chaperi Simon, 1885
- Echemus chebanus (Thorell, 1897)
- Echemus chialanus Thorell, 1897
- Echemus dilutus (L. Koch, 1873)
- Echemus erutus Tucker, 1923
- Echemus escalerai Simon, 1909
- Echemus ghecuanus (Thorell, 1897)
- Echemus giaii Gerschman & Schiapelli, 1948
- Echemus hamipalpis (Kroneberg, 1875)
- Echemus incinctus Simon, 1907
- Echemus inermis Mello-Leitão, 1939
- Echemus lacertosus Simon, 1907
- Echemus levyi Kovblyuk & Seyyar, 2009
- Echemus modestus Kulczynski, 1899
- Echemus orinus (Thorell, 1897)
- Echemus pictus Kulczynski, 1911
- Echemus plapoensis (Thorell, 1897)
- Echemus scutatus (Simon, 1879)
- Echemus sibiricus Marusik & Logunov, 1995
- Echemus viveki Gajbe, 1989